# Raise Your Glass
Singles de Pink
Glitter in the Air
(2010) Fuckin' Perfect
(2010)
Pistes de Greatest Hits... So Far!!!
Glitter in the Air
(14) Fuckin' Perfect
(16)
Raise Your Glass est une chanson de la chanteuse américaine Pink, sortie en tant que premier single de sa première compilation Greatest Hits... So Far!!!. La chanson célèbre les dix ans de carrière de Pink.
En 2011, Raise Your Glass a été classé 13e dans le « Top 40 Year End Chart » par Mediabase (en).